# Ямамото (уезд)
Ямамото (яп. 山本郡 Ямамото-гун) уезд расположен в префектуре Акита, Япония.

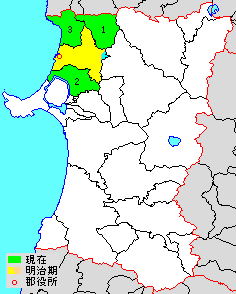
Расположение уезда Ямамото в префектуре Акита.
зелёный - уезд Ямамото на сегодняшний день.
жёлтый - город Носиро.
1. - Фудзисато
2. - Хаппо
3. - Митане

По оценкам на 1 апреля 2017 года, население составляет 26 785 человек, площадь 764,25 км ², плотность 35 человек / км ².

## Посёлки и сёла
- Фудзисато
- Хаппо
- Митане